# District de Maï (oblys de Pavlodar)
Le district de Maï (en kazakh : Май ауданы est un district de l'oblys de Pavlodar, situé au nord du Kazakhstan.

## Géographie
Le centre administratif du district est la ville de Koktobe.

## Démographie
En 2013, le district a une population de 11 787 habitants.